# Рахмонов, Улугбек
Улугбек Рахмонов (род. 1991) — узбекский самбист и боец смешанных единоборств, чемпион Азии по самбо, призёр чемпионатов и Кубков мира по самбо, призёр международных турниров по самбо. По самбо выступал в весовых категориях до 79-82 кг. 19 мая 2021 года провёл дебютный бой в смешанных единоборствах против представителя Кыргызстана Данияра Сатыюлдиева, который выиграл в первом раунде сдачей соперника. По состоянию на конец 2021 года провёл два боя и оба выиграл (один — сдачей соперника и один — решением судей).